# Mesa/Boogie
Mesa/Boogie (conhecida anteriormente por Mesa Engineering) é uma empresa localizada em Petaluma, Califórnia que produz amplificadores e pedais de efeitos para guitarra e baixo.
A empresa surgiu quando Randall Smith, que trabalhava em um pequena loja de reparos de instrumentos, modificou combos da Fender dando mais ganho a eles. Com o tempo, a marca cresceu e com guitarristas como Carlos Santana usando os produtos, se tornou uma das grandes marcas da indústria musical. Outros nomes que usam os produtos da marca incluem Allan Holdsworth, John Petrucci do Dream Theater, Emppu Vuorinen do Nightwish, Buckethead, Metallica, Prince, Jerry Cantrell, Frank Zappa, Andy Timmons, Cannibal Corpse,Godsmack, Rammstein, Helmet, Jeff Buckley, Silverchair, Avenged Sevenfold, El Hefe e Tool.
Os amplificadores Mesa Boogie se dividem em diferentes séries que apresentam várias similaridades entre si, cada uma dessas séries tem diversos amplificadores.

## História
No final do anos 60, Randall Smith era proprietário de uma loja de instrumentos em Berkeley, California, onde, além de vender instrumentos, fazia reparos em amplificadores. Os negócios estavam indo bem e, no início dos anos 70, Randall mudou sua loja para a região da cidade de Marin para ficar mais perto do crescente cenário musical da Área da baía de São Francisco. A mudança se mostrou frutífera conforme Randall acompanhava o desenvolvimento do cenário musical com timbres mais altos e pesados. Nasce assim, o primeiro Mesa Boogie de 100/60 watts.
Conforme a marca foi crescendo, - só na década de 70, Randall construiu por volta de 3 mil amplificadores - Randall mudou a empresa para Petaluma, Califórnia, em 1980. Ao longo dos anos 80, a empresa continuou a fabricar combos e cabeçotes de amplificadores, além de começar a produzir racks e pré-amplificadores. Foi no final dos anos 70, início dos anos 80, que a empresa lança o modelo MARK II, o primeiro amplificador com footswitch dual mode do mundo . Nos anos 90, a empresa cria a série Rectifier, considerada a referência de timbre para o rock moderno, e começa a produzir pedais de efeito. Ao longo dos anos 2000, a empresa continuou e lançar novos modelos.

## Produtos

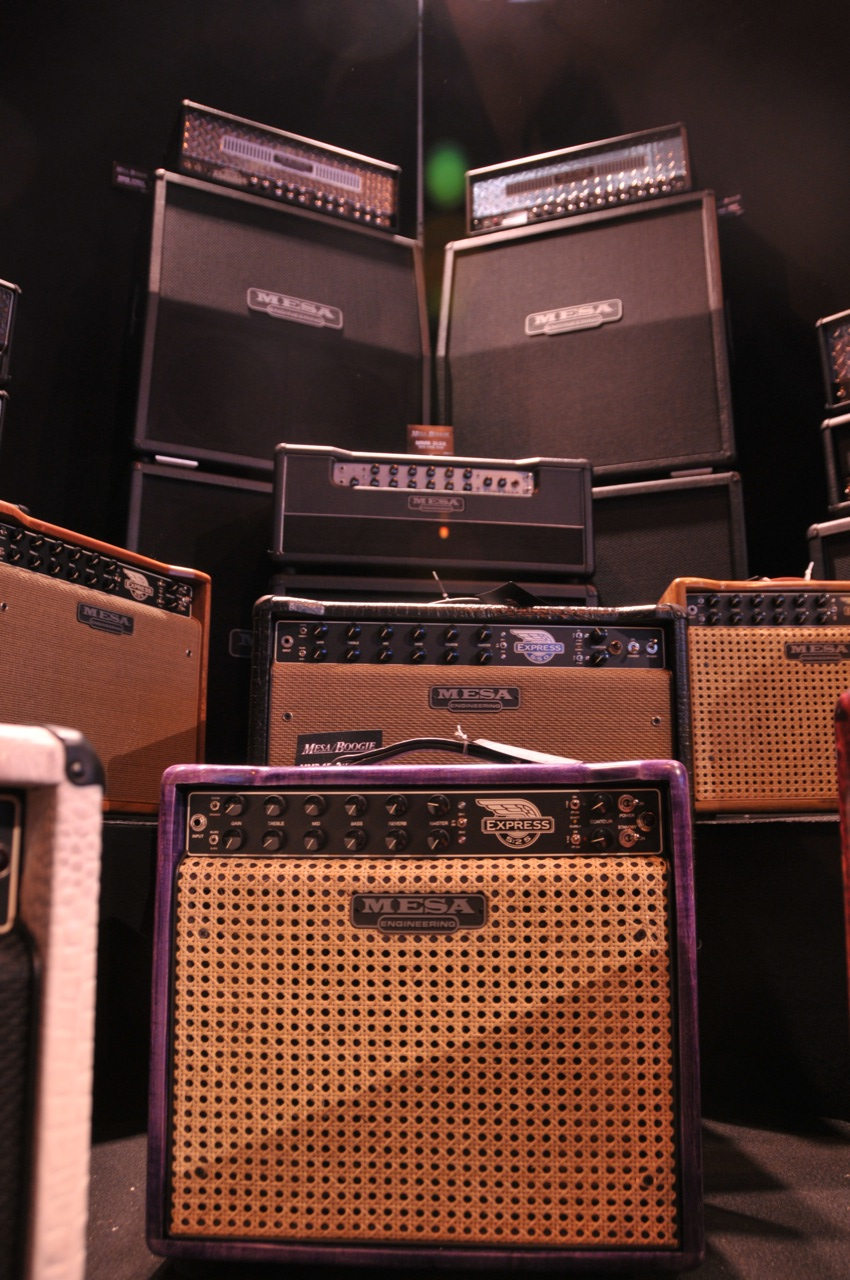
Stand Mesa/Boogie em feira de música

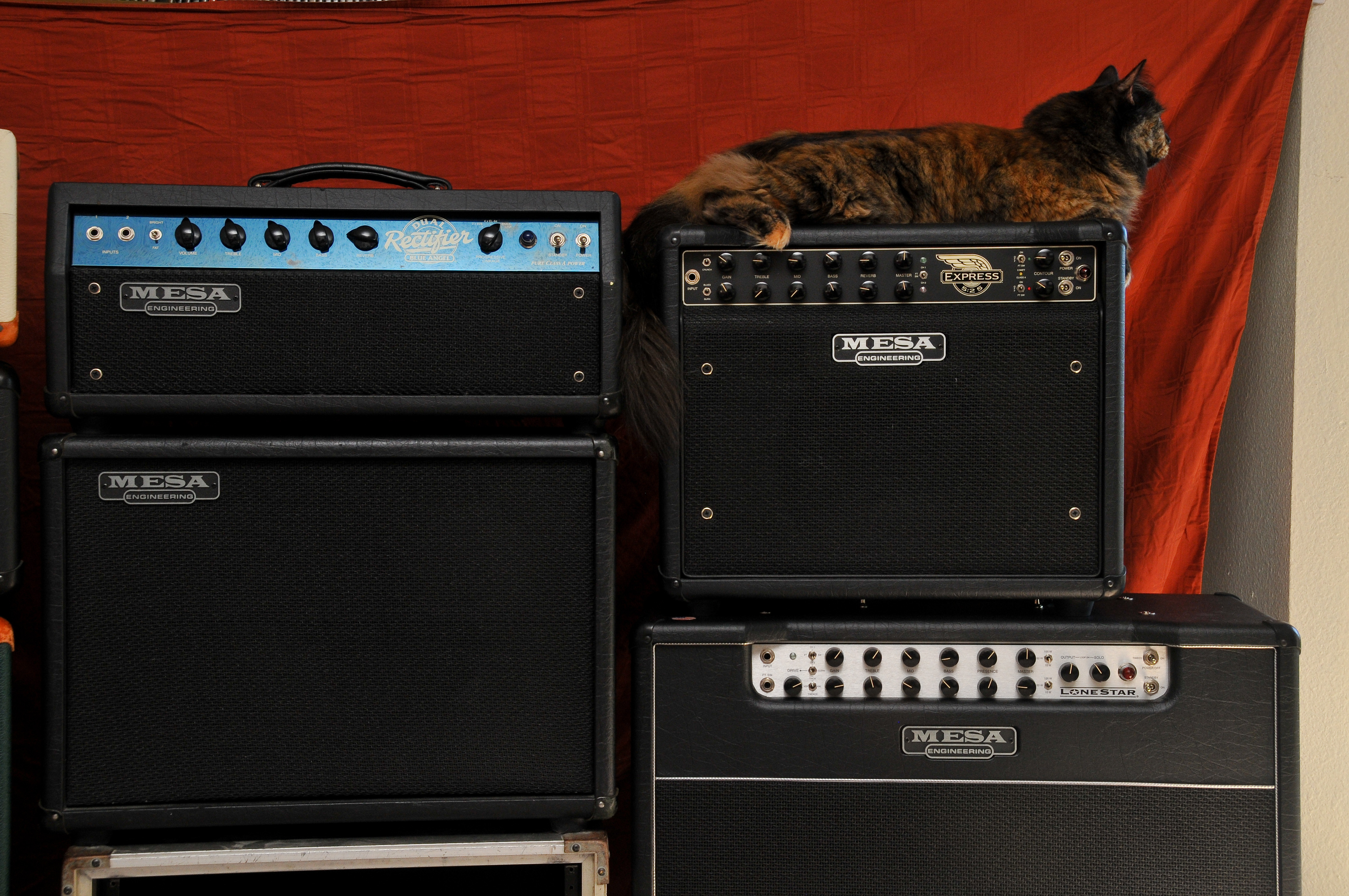
Alguns modelos de amplificadores Mesa/Boogie

### LoneStar
- Lone Star
- Lone Star Special

### Rectifiers
- Single Rectifier Solo 50 Rect-O-Verb
- Dual Rectifier Solo Head
- Triple Rectifier Solo Head
- Road King
- Road King - Series 2
- Dual Rectifier Roadster
- Rectifier Recording Pre
- Dual Rectifier Blue Angel

### Stiletto
- Deuce & Trident-Stage 2
- Stiletto ACE

### Express Amplifiers
- 5:25
- 5:50

### Mark Designs
- Mark I Reissue
- Mark II
- Mark III
- Mark IV
- Mark V

## Endorsers

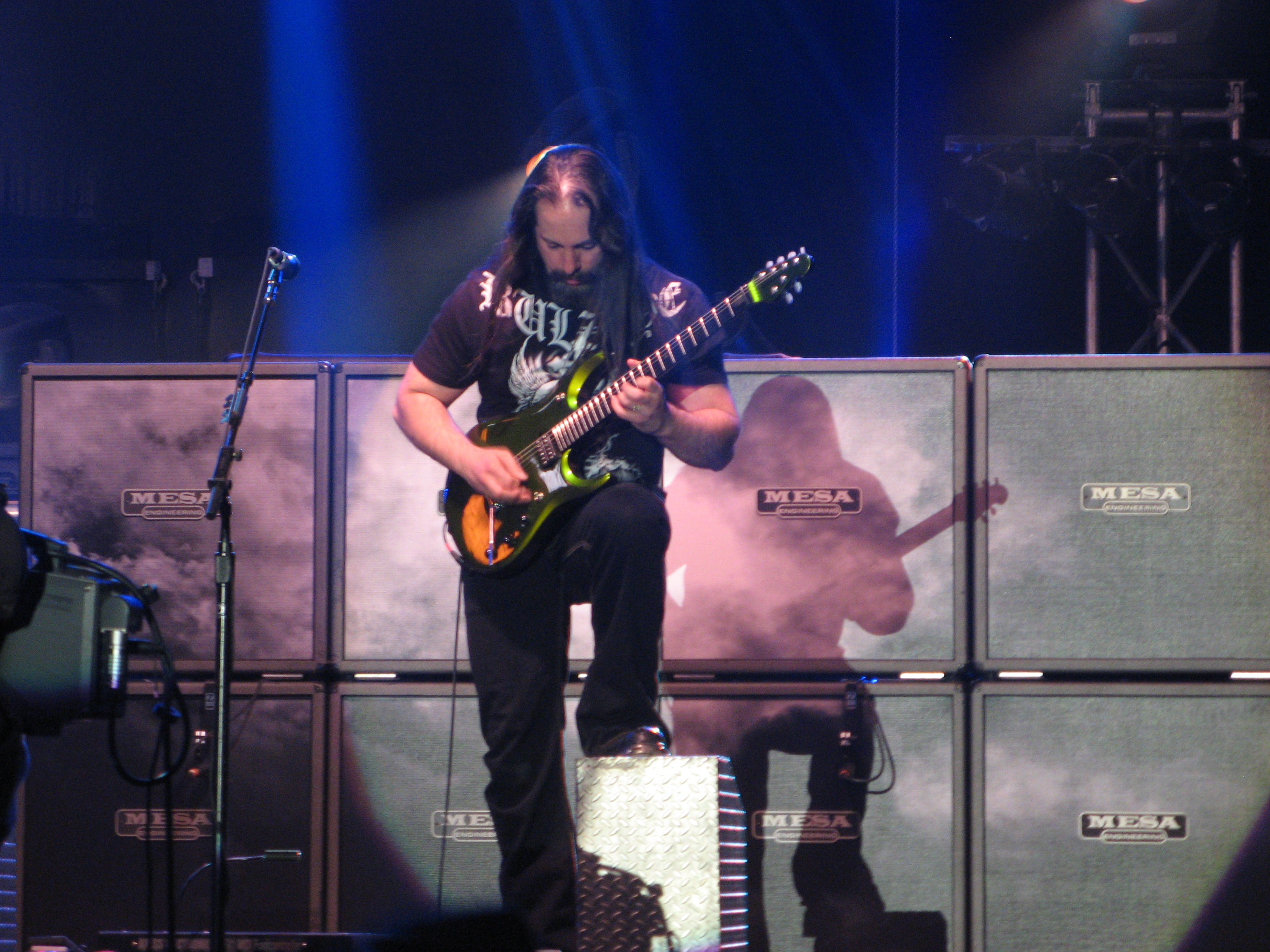
John Petrucci e uma "parede" de Mesa/Boogie ao fundo

Alguns dos músicos que recebem endorsement da Mesa Boogie:
- Al Di Meola, artista solo;
- Carlos Santana, artista solo;
- Andy Timmons, artista solo;
- Bruce Springsteen, artista solo;
- John Petrucci, guitarrista da banda Dream Theater;
- Dave Grohl, guitarrista/vocalista da banda Foo Fighters;
- Mark Tremonti, guitarrista da banda Alter Bridge;
- James Hetfield,  Kirk Hammett,  Robert Trujillo, músicos da banda Metallica;
- Rodrigo Hidalgo, guitarrista da banda Mindflow;
- Andy Summers, ex-guitarrista da banda The Police.